# 陈陛诚
陈陛诚（？—？），湖北孝感人，是一名清朝政治人物。举人出身。
陈陛诚曾于1737年接替陈志伟任华亭县知县一职，1739年由宁基丕接任。